# Wahlkreis Trient (Senato della Repubblica)
Der Wahlkreis Trient ist seit 1948 ein Wahlkreis (collegio elettorale) für den italienischen Senat, dem kleineren der beiden Parlamentskammern der italienischen Republik. Er gehört zum Wahlbezirk Trentino-Südtirol (Region Trentino-Südtirol); die bevölkerungsreichste Stadt ist Trient.

## Von 1948 bis 1991

### Wahlkreisgebiet
Zum Wahlkreis gehören folgende Gemeinden: Albiano, Aldeno, Baselga di Vezzano, Bosentino, Cavedine, Cembra, Cimone, Civezzano, Folgaria, Fornace, Garniga Terme, Giovo, Grumes, Lavarone, Lavis, Lusern, Madruzzo, Segonzano, Sover, Terlago, Trient, Vattaro, Vezzano, Vigolo Baselga und Vigolo Vattaro; Faver und Lisignago, Grauno und Valda, Lona-Lases, Padergnone (Gemeinden seit 1952); Calavino und Lasino (Gemeinden seit 1953).

### Wahlergebnisse

#### Wahl 1948
| Kandidaten               | Kandidaten             | Parteien                    | Stimmen | %    |
| ------------------------ | ---------------------- | --------------------------- | ------- | ---- |
|                          | Luigi Benedettigewählt | Democrazia Cristiana        | 37.937  | 73,3 |
|                          | Giuseppe Ottolini      | Fronte Democratico Popolare | 7.191   | 13,9 |
|                          | Giuseppe Disertori     | Blocco Nazionale            | 6.655   | 12,9 |
| Gesamt                   | Gesamt                 | Gesamt                      | 51.783  | 100  |
|                          |                        |                             |         |      |
| Ungültige Stimmen        | Ungültige Stimmen      | Ungültige Stimmen           | 3.086   | 5,6  |
| Wähler                   | Wähler                 | Wähler                      | 54.869  | 92,9 |
| Wahlberechtigte          | Wahlberechtigte        | Wahlberechtigte             | 59.059  |      |
|                          |                        |                             |         |      |
| Quelle: Innenministerium |                        |                             |         |      |

#### Wahl 1953
| Kandidaten               | Kandidaten             | Parteien                                | Stimmen | %    |
| ------------------------ | ---------------------- | --------------------------------------- | ------- | ---- |
|                          | Luigi Benedettigewählt | Democrazia Cristiana                    | 38.095  | 69,4 |
|                          | Italo Giongo           | Partito Comunista Italiano              | 7.095   | 12,9 |
|                          | Enrico Bertagnolli     | Partito Socialista Democratico Italiano | 6.804   | 12,4 |
|                          | Emanuele Slomp         | Movimento Sociale Italiano              | 2.935   | 5,3  |
| Gesamt                   | Gesamt                 | Gesamt                                  | 54.929  | 100  |
|                          |                        |                                         |         |      |
| Ungültige Stimmen        | Ungültige Stimmen      | Ungültige Stimmen                       | 3.751   | 6,4  |
| Wähler                   | Wähler                 | Wähler                                  | 58.680  | 94,7 |
| Wahlberechtigte          | Wahlberechtigte        | Wahlberechtigte                         | 61.960  |      |
|                          |                        |                                         |         |      |
| Quelle: Innenministerium |                        |                                         |         |      |

#### Wahl 1958
| Kandidaten               | Kandidaten             | Parteien                   | Stimmen | %    |
| ------------------------ | ---------------------- | -------------------------- | ------- | ---- |
|                          | Luigi Benedettigewählt | Democrazia Cristiana       | 38.001  | 65,3 |
|                          | Livia Battisti         | PSI – PSDI                 | 14.887  | 25,6 |
|                          | Pompilio Aste          | Partito Liberale Italiano  | 2.954   | 5,1  |
|                          | Giuseppe Bertagnolli   | Movimento Sociale Italiano | 2.327   | 4,0  |
| Gesamt                   | Gesamt                 | Gesamt                     | 58.169  | 100  |
|                          |                        |                            |         |      |
| Ungültige Stimmen        | Ungültige Stimmen      | Ungültige Stimmen          | 4.616   | 7,4  |
| Wähler                   | Wähler                 | Wähler                     | 62.785  | 95,4 |
| Wahlberechtigte          | Wahlberechtigte        | Wahlberechtigte            | 65.841  |      |
|                          |                        |                            |         |      |
| Quelle: Innenministerium |                        |                            |         |      |

#### Wahl 1963
| Kandidaten               | Kandidaten            | Parteien                                | Stimmen | %    |
| ------------------------ | --------------------- | --------------------------------------- | ------- | ---- |
|                          | Paolo Berlandagewählt | Democrazia Cristiana                    | 35.438  | 55,6 |
|                          | Orlando Lucchi        | Partito Socialista Italiano             | 10.709  | 16,8 |
|                          | L. Battisti           | Sinistra indipendente                   | 6.078   | 9,5  |
|                          | C. D’Anna             | Partito Liberale Italiano               | 4.852   | 7,6  |
|                          | A. Tanas              | Partito Socialista Democratico Italiano | 4.843   | 7,6  |
|                          | A. Clauser            | Movimento Sociale Italiano              | 1.794   | 2,8  |
| Gesamt                   | Gesamt                | Gesamt                                  | 63.714  | 100  |
|                          |                       |                                         |         |      |
| Ungültige Stimmen        | Ungültige Stimmen     | Ungültige Stimmen                       | 3.572   | 5,3  |
| Wähler                   | Wähler                | Wähler                                  | 67.286  | 94,5 |
| Wahlberechtigte          | Wahlberechtigte       | Wahlberechtigte                         | 71.205  |      |
|                          |                       |                                         |         |      |
| Quelle: Innenministerium |                       |                                         |         |      |

#### Wahl 1968
| Kandidaten               | Kandidaten            | Parteien                                  | Stimmen | %    |
| ------------------------ | --------------------- | ----------------------------------------- | ------- | ---- |
|                          | Paolo Berlandagewählt | Democrazia Cristiana                      | 38.079  | 55,0 |
|                          | Orlando Lucchigewählt | Partito Socialista Unificato (PSI – PSDI) | 13.628  | 19,7 |
|                          | B. Condini            | PCI – PSIUP                               | 6.823   | 9,9  |
|                          | I. Del Favero         | Partito Liberale Italiano                 | 5.414   | 7,8  |
|                          | R. Ballerin           | Südtiroler Volkspartei                    | 2.608   | 3,8  |
|                          | G. Cristofolini       | Movimento Sociale Italiano                | 1.615   | 2,3  |
|                          | S. Bailoni            | Partito Repubblicano Italiano             | 1.068   | 1,5  |
| Gesamt                   | Gesamt                | Gesamt                                    | 69.235  | 100  |
|                          |                       |                                           |         |      |
| Ungültige Stimmen        | Ungültige Stimmen     | Ungültige Stimmen                         | 3.816   | 5,2  |
| Wähler                   | Wähler                | Wähler                                    | 73.051  | 95,5 |
| Wahlberechtigte          | Wahlberechtigte       | Wahlberechtigte                           | 76.471  |      |
|                          |                       |                                           |         |      |
| Quelle: Innenministerium |                       |                                           |         |      |

#### Wahl 1972
| Kandidaten               | Kandidaten            | Parteien                                      | Stimmen | %    |
| ------------------------ | --------------------- | --------------------------------------------- | ------- | ---- |
|                          | Paolo Berlandagewählt | Democrazia Cristiana                          | 42.341  | 57,3 |
|                          | D. Romani             | PCI – PSIUP                                   | 7.614   | 10,3 |
|                          | C. Emeri              | Partito Socialista Italiano                   | 7.355   | 10,0 |
|                          | M. Sebastiani         | Partito Socialista Democratico Italiano       | 4.347   | 5,9  |
|                          | M. Bevilacqua         | Partito Liberale Italiano                     | 3.759   | 5,1  |
|                          | R. Ballerin           | Südtiroler Volkspartei                        | 3.355   | 4,5  |
|                          | N. Astolfi            | Movimento Sociale Italiano – Destra Nazionale | 2.768   | 3,7  |
|                          | M. Savorelli          | Partito Repubblicano Italiano                 | 2.319   | 3,1  |
| Gesamt                   | Gesamt                | Gesamt                                        | 73.858  | 100  |
|                          |                       |                                               |         |      |
| Ungültige Stimmen        | Ungültige Stimmen     | Ungültige Stimmen                             | 3.357   | 4,3  |
| Wähler                   | Wähler                | Wähler                                        | 77.215  | 96,1 |
| Wahlberechtigte          | Wahlberechtigte       | Wahlberechtigte                               | 80.371  |      |
|                          |                       |                                               |         |      |
| Quelle: Innenministerium |                       |                                               |         |      |

#### Wahl 1976
| Kandidaten               | Kandidaten        | Parteien                                      | Stimmen | %    |
| ------------------------ | ----------------- | --------------------------------------------- | ------- | ---- |
|                          | Alcide Berloffa   | Democrazia Cristiana                          | 39.057  | 50,2 |
|                          | Andrea Mascagni   | Partito Comunista Italiano                    | 12.559  | 16,1 |
|                          | Livio Labor       | Partito Socialista Italiano                   | 9.883   | 12,7 |
|                          | Enrico Pruner     | Südtiroler Volkspartei                        | 7.279   | 9,3  |
|                          | Luigi Mattei      | PLI – PRI – PSDI                              | 6.350   | 8,2  |
|                          | Cornelio Calliari | Movimento Sociale Italiano – Destra Nazionale | 2.328   | 3,0  |
|                          | Orlando Girardi   | Sozialdemokratische Partei Südtirols          | 401     | 0,5  |
| Gesamt                   | Gesamt            | Gesamt                                        | 77.857  | 100  |
|                          |                   |                                               |         |      |
| Ungültige Stimmen        | Ungültige Stimmen | Ungültige Stimmen                             | 3.331   | 4,1  |
| Wähler                   | Wähler            | Wähler                                        | 81.188  | 95,5 |
| Wahlberechtigte          | Wahlberechtigte   | Wahlberechtigte                               | 85.015  |      |
|                          |                   |                                               |         |      |
| Quelle: Innenministerium |                   |                                               |         |      |

#### Wahl 1979
| Kandidaten               | Kandidaten        | Parteien                                     | Stimmen | %    |
| ------------------------ | ----------------- | -------------------------------------------- | ------- | ---- |
|                          | E. Bolognani      | Democrazia Cristiana                         | 37.731  | 47,8 |
|                          | Andrea Mascagni   | Partito Comunista Italiano                   | 11.181  | 14,2 |
|                          | S. Fontanari      | Südtiroler Volkspartei                       | 8.418   | 10,7 |
|                          | L. Labor          | Partito Socialista Italiano                  | 7.861   | 10,0 |
|                          | A. Canestrini     | Partito Radicale                             | 4.213   | 5,3  |
|                          | A. Morandi        | Partito Socialista Democratico Italiano      | 3.209   | 4,1  |
|                          | A. Crespi         | Partito Liberale Italiano                    | 2.138   | 2,7  |
|                          | Q. Bezzi          | PRI – SFP                                    | 2.104   | 2,7  |
|                          | G. Del Piccolo    | Movimento Sociale Italiano                   | 1.761   | 2,2  |
|                          | A. Ceschi         | Costituente di Destra – Democrazia Nazionale | 255     | 0,3  |
| Gesamt                   | Gesamt            | Gesamt                                       | 78.871  | 100  |
|                          |                   |                                              |         |      |
| Ungültige Stimmen        | Ungültige Stimmen | Ungültige Stimmen                            | 4.340   | 5,2  |
| Wähler                   | Wähler            | Wähler                                       | 83.211  | 94,1 |
| Wahlberechtigte          | Wahlberechtigte   | Wahlberechtigte                              | 88.383  |      |
|                          |                   |                                              |         |      |
| Quelle: Innenministerium |                   |                                              |         |      |

#### Wahl 1983
| Kandidaten               | Kandidaten            | Parteien                                | Stimmen | %    |
| ------------------------ | --------------------- | --------------------------------------- | ------- | ---- |
|                          | Giorgio Tononi        | Democrazia Cristiana                    | 33.091  | 43,4 |
|                          | Andrea Mascagni       | Partito Comunista Italiano              | 11.498  | 15,1 |
|                          | Pier Giorgio Agostini | Partito Socialista Italiano             | 7.948   | 10,4 |
|                          | Ettore Tapparelli     | Partito Repubblicano Italiano           | 5.570   | 7,3  |
|                          | Enrico Pruner         | Partito Popolare Trentino Tirolese      | 4.429   | 5,8  |
|                          | Sergio Fontanari      | Südtiroler Volkspartei                  | 4.005   | 5,2  |
|                          | Aldo Morandi          | Partito Socialista Democratico Italiano | 2.561   | 3,4  |
|                          | Franca Berger         | Partito Radicale                        | 2.473   | 3,2  |
|                          | Alberto Crespi        | Partito Liberale Italiano               | 2.296   | 3,0  |
|                          | Arealdo Tagliapietra  | Movimento Sociale Italiano              | 2.238   | 2,9  |
|                          | Giovanni Dori         | Lista per Trieste                       | 190     | 0,2  |
| Gesamt                   | Gesamt                | Gesamt                                  | 76.299  | 100  |
|                          |                       |                                         |         |      |
| Ungültige Stimmen        | Ungültige Stimmen     | Ungültige Stimmen                       | 6.697   | 8,1  |
| Wähler                   | Wähler                | Wähler                                  | 82.996  | 90,0 |
| Wahlberechtigte          | Wahlberechtigte       | Wahlberechtigte                         | 92.202  |      |
|                          |                       |                                         |         |      |
| Quelle: Innenministerium |                       |                                         |         |      |

#### Wahl 1987
| Kandidaten               | Kandidaten         | Parteien                      | Stimmen | %    |
| ------------------------ | ------------------ | ----------------------------- | ------- | ---- |
|                          | Alberto Robol      | Democrazia Cristiana          | 35.484  | 43,8 |
|                          | Marco Boatogewählt | PSI – PSDI – PR – Verdi       | 14.444  | 17,8 |
|                          | S. Dalzocchio      | Partito Comunista Italiano    | 10.530  | 13,0 |
|                          | C. Andreoti        | Südtiroler Volkspartei        | 7.331   | 9,1  |
|                          | Q. Bezzi           | Partito Repubblicano Italiano | 4.057   | 5,0  |
|                          | A. Mitolo          | Movimento Sociale Italiano    | 3.490   | 4,3  |
|                          | I. Cattoni         | Democrazia Proletaria         | 2.487   | 3,1  |
|                          | C. Facchinelli     | Partito Liberale Italiano     | 1.683   | 2,1  |
|                          | R. Carloni         | Liga Veneta                   | 1.148   | 1,4  |
|                          | R. Luretigh        | Alleanza Popolare Pensionati  | 179     | 0,2  |
|                          | H. Mair            | Wahlverband des Heimatbundes  | 141     | 0,2  |
| Gesamt                   | Gesamt             | Gesamt                        | 80.974  | 100  |
|                          |                    |                               |         |      |
| Ungültige Stimmen        | Ungültige Stimmen  | Ungültige Stimmen             | 6.428   | 7,4  |
| Wähler                   | Wähler             | Wähler                        | 87.402  | 90,9 |
| Wahlberechtigte          | Wahlberechtigte    | Wahlberechtigte               | 96.160  |      |
|                          |                    |                               |         |      |
| Quelle: Innenministerium |                    |                               |         |      |

## Seit 1991

### Wahlkreisgebiet
Zum Wahlkreis gehören folgende Gemeinden: Albiano, Aldeno, Amblar, Andalo, Bresimo, Brez, Cagnò Calavino, Caldes, Campodenno, Castelfondo, Cavareno, Cavedago, Cavedine, Cavizzana, Cembra, Cimone, Cis, Cles, Cloz, Commezzadura, Coredo, Croviana, Cunevo, Dambel, Denno, Dimaro, Don, Faedo, Fai della Paganella, Faver, Flavon, Fondo, Garniga Terme, Giovo, Grauno, Grumes, Lasino, Lavis, Lisignago, Livo, Lona-Lases, Malé, Malosco, Mezzana, Mezzocorona, Mezzolombardo, Molveno, Monclassico, Nanno, Nave San Rocco, Ossana, Padergnone, Peio, Pellizzano, Rabbi, Revò, Romallo, Romeno, Ronzone, Roveré della Luna, Ruffrè, Rumo, San Michele all’Adige, Sanzeno, Sarnonico, Segonzano, Sfruz, Smarano, Sover, Spormaggiore, Sporminore, Taio, Tassullo, Terlago, Terres, Terzolas, Ton, Trient, Tres, Tuenno, Valda, Vermiglio, Vervò, Vezzano und Zambana.

### Wahlergebnisse

#### Wahl 1992
| Kandidaten               | Kandidaten                | Parteien                                 | Stimmen | %    |
| ------------------------ | ------------------------- | ---------------------------------------- | ------- | ---- |
|                          | Beniamino Andreatta       | Democrazia Cristiana                     | 45.027  | 36,5 |
|                          | Gianluigi Lombardi Cerri  | Lega Nord                                | 15.553  | 12,6 |
|                          | Giuliano Pontara          | Senza Confini (PDS – PRC – La Rete – PR) | 13.560  | 11,0 |
|                          | Pierre Carniti            | Partito Socialista Italiano              | 13.037  | 10,6 |
|                          | Luigi Panizza             | Südtiroler Volkspartei                   | 11.302  | 9,2  |
|                          | Alexander Langer          | Federazione dei Verdi                    | 8.771   | 7,1  |
|                          | Marcella Piazza Disertori | Partito Repubblicano Italiano            | 6.333   | 5,1  |
|                          | Mario Moresco             | Movimento Sociale Italiano               | 4.476   | 3,6  |
|                          | Ivo Del Favero            | Partito Liberale Italiano                | 3.989   | 3,2  |
|                          | Domenico Fedel            | Federalismo – Pensionati Uomini Vivi     | 1.452   | 1,2  |
| Gesamt                   | Gesamt                    | Gesamt                                   | 123.500 | 100  |
|                          |                           |                                          |         |      |
| Ungültige Stimmen        | Ungültige Stimmen         | Ungültige Stimmen                        | 9.156   | 6,9  |
| Wähler                   | Wähler                    | Wähler                                   | 132.656 | 91,0 |
| Wahlberechtigte          | Wahlberechtigte           | Wahlberechtigte                          | 145.762 |      |
|                          |                           |                                          |         |      |
| Quelle: Innenministerium |                           |                                          |         |      |

#### Wahl 1994
| Kandidaten               | Kandidaten               | Parteien                     | Stimmen | %    |
| ------------------------ | ------------------------ | ---------------------------- | ------- | ---- |
|                          | Costantino Armanigewählt | Polo delle Libertà           | 32.206  | 25,6 |
|                          | Franco Tretter           | Südtiroler Volkspartei       | 28.369  | 22,6 |
|                          | Paolo Fedrizzi           | Progressisti                 | 27.161  | 21,6 |
|                          | Adolfo De Bertolini      | Patto per l’Italia           | 26.885  | 21,4 |
|                          | Mario Moresco            | Alleanza Nazionale           | 9.378   | 7,5  |
|                          | Tullia Conci             | Partito della Legge Naturale | 1.625   | 1,3  |
| Gesamt                   | Gesamt                   | Gesamt                       | 125.624 | 100  |
|                          |                          |                              |         |      |
| Ungültige Stimmen        | Ungültige Stimmen        | Ungültige Stimmen            | 8.697   | 6,5  |
| Wähler                   | Wähler                   | Wähler                       | 134.321 | 90,4 |
| Wahlberechtigte          | Wahlberechtigte          | Wahlberechtigte              | 148.632 |      |
|                          |                          |                              |         |      |
| Quelle: Innenministerium |                          |                              |         |      |

#### Wahl 1996
| Kandidaten               | Kandidaten                  | Parteien                     | Stimmen | %    |
| ------------------------ | --------------------------- | ---------------------------- | ------- | ---- |
|                          | Alberto Robolgewählt        | L’Ulivo                      | 50.509  | 41,3 |
|                          | Ivo Tarolligewählt          | Polo per le Libertà          | 35.515  | 29,1 |
|                          | Giuseppe Filippin           | Lega Nord                    | 20.571  | 16,8 |
|                          | Piergiorgio De Unterrichter | L’Abete (SVP – PATT)         | 14.607  | 11,9 |
|                          | Ior Guglielmi               | Partito della Legge Naturale | 1.051   | 0,9  |
| Gesamt                   | Gesamt                      | Gesamt                       | 122.253 | 100  |
|                          |                             |                              |         |      |
| Ungültige Stimmen        | Ungültige Stimmen           | Ungültige Stimmen            | 10.270  | 7,7  |
| Wähler                   | Wähler                      | Wähler                       | 132.523 | 87,1 |
| Wahlberechtigte          | Wahlberechtigte             | Wahlberechtigte              | 152.153 |      |
|                          |                             |                              |         |      |
| Quelle: Innenministerium |                             |                              |         |      |

#### Wahl 2001
| Kandidaten               | Kandidaten         | Parteien                             | Stimmen | %    |
| ------------------------ | ------------------ | ------------------------------------ | ------- | ---- |
|                          | Mauro Bettagewählt | Südtiroler Volkspartei – L’Ulivo     | 54.289  | 43,4 |
|                          | Ivo Tarolligewählt | Casa delle Libertà                   | 52.363  | 41,8 |
|                          | Bruno Firmani      | Italia dei Valori                    | 9.159   | 7,3  |
|                          | Agostino Catalano  | Partito della Rifondazione Comunista | 5.248   | 4,2  |
|                          | Walter Pili        | Lista Emma Bonino                    | 4.165   | 3,3  |
| Gesamt                   | Gesamt             | Gesamt                               | 125.224 | 100  |
|                          |                    |                                      |         |      |
| Ungültige Stimmen        | Ungültige Stimmen  | Ungültige Stimmen                    | 7.299   | 5,5  |
| Wähler                   | Wähler             | Wähler                               | 132.523 | 87,1 |
| Wahlberechtigte          | Wahlberechtigte    | Wahlberechtigte                      | 152.153 |      |
|                          |                    |                                      |         |      |
| Quelle: Innenministerium |                    |                                      |         |      |

#### Wahl 2006
| Kandidaten               | Kandidaten            | Parteien                          | Stimmen | %    |
| ------------------------ | --------------------- | --------------------------------- | ------- | ---- |
|                          | Giorgio Toninigewählt | Südtiroler Volkspartei – L’Unione | 63.545  | 48,8 |
|                          | Sergio Divinagewählt  | Casa delle Libertà                | 56.201  | 43,2 |
|                          | Cesare Vignoni        | Partito Pensionati                | 6.355   | 4,9  |
|                          | Bruno Cesaro          | Fiamma Tricolore                  | 4.039   | 3,1  |
| Gesamt                   | Gesamt                | Gesamt                            | 130.140 | 100  |
|                          |                       |                                   |         |      |
| Ungültige Stimmen        | Ungültige Stimmen     | Ungültige Stimmen                 | 7.204   | 5,2  |
| Wähler                   | Wähler                | Wähler                            | 137.344 | 87,8 |
| Wahlberechtigte          | Wahlberechtigte       | Wahlberechtigte                   | 156.435 |      |
|                          |                       |                                   |         |      |
| Quelle: Innenministerium |                       |                                   |         |      |

#### Wahl 2008
| Kandidaten               | Kandidaten           | Parteien                                          | Stimmen | %    |
| ------------------------ | -------------------- | ------------------------------------------------- | ------- | ---- |
|                          | Sergio Divinagewählt | Il Popolo della Libertà                           | 51.191  | 40,9 |
|                          | Mauro Betta          | Südtiroler Volkspartei – Insieme per le Autonomie | 47.947  | 38,3 |
|                          | Giuseppe Frattin     | Unione di Centro                                  | 11.235  | 9,0  |
|                          | Agostino Catalano    | La Sinistra l’Arcobaleno                          | 10.997  | 8,8  |
|                          | Giacomo Pellino      | La Destra – Fiamma Tricolore                      | 3.836   | 3,1  |
| Gesamt                   | Gesamt               | Gesamt                                            | 125.206 | 100  |
|                          |                      |                                                   |         |      |
| Ungültige Stimmen        | Ungültige Stimmen    | Ungültige Stimmen                                 | 7.107   | 5,4  |
| Wähler                   | Wähler               | Wähler                                            | 132.313 | 84,5 |
| Wahlberechtigte          | Wahlberechtigte      | Wahlberechtigte                                   | 156.659 |      |
|                          |                      |                                                   |         |      |
| Quelle: Innenministerium |                      |                                                   |         |      |

#### Wahl 2013
| Kandidaten               | Kandidaten            | Parteien                            | Stimmen | %    |
| ------------------------ | --------------------- | ----------------------------------- | ------- | ---- |
|                          | Franco Panizzagewählt | SVP – PATT – PD – UPT               | 58.735  | 49,0 |
|                          | Giacomo Bezzi         | Il Popolo della Libertà – Lega Nord | 26.453  | 22,1 |
|                          | Cristiano Zanella     | Movimento 5 Stelle                  | 25.673  | 21,4 |
|                          | Ezio Casagranda       | Rivoluzione Civile                  | 3.940   | 3,3  |
|                          | Lorenzo Cadrobbi      | Fare per Fermare il Declino         | 3.896   | 3,3  |
|                          | Alberto Sordo         | Moderati in Rivoluzione             | 1.142   | 1,0  |
| Gesamt                   | Gesamt                | Gesamt                              | 119.839 | 100  |
|                          |                       |                                     |         |      |
| Ungültige Stimmen        | Ungültige Stimmen     | Ungültige Stimmen                   | 7.724   | 6,1  |
| Wähler                   | Wähler                | Wähler                              | 127.563 | 80,8 |
| Wahlberechtigte          | Wahlberechtigte       | Wahlberechtigte                     | 157.785 |      |
|                          |                       |                                     |         |      |
| Quelle: Innenministerium |                       |                                     |         |      |

#### Wahl 2018
| Kandidaten               | Kandidaten                | Stimmen | %    | Listen                   | Stimmen | %    |
| ------------------------ | ------------------------- | ------- | ---- | ------------------------ | ------- | ---- |
|                          | Andrea De Bertoldigewählt | 46.479  | 37,6 | Lega                     | 30.760  | 24,9 |
| Forza Italia             | Andrea De Bertoldigewählt | 46.479  | 37,6 | 10.491                   | 8,5     |      |
| Fratelli d’Italia        | Andrea De Bertoldigewählt | 46.479  | 37,6 | 4.466                    | 3,6     |      |
| Noi con l’Italia – UDC   | Andrea De Bertoldigewählt | 46.479  | 37,6 | 762                      | 0,6     |      |
|                          | Franco Panizza            | 33.125  | 26,8 | Partito Democratico      | 16.670  | 13,5 |
| SVP – PATT               | Franco Panizza            | 33.125  | 26,8 | 8.305                    | 6,7     |      |
| +Europa                  | Franco Panizza            | 33.125  | 26,8 | 4.214                    | 3,4     |      |
| Civica Popolare          | Franco Panizza            | 33.125  | 26,8 | 2.480                    | 2,0     |      |
| Italia Europa Insieme    | Franco Panizza            | 33.125  | 26,8 | 1.456                    | 1,2     |      |
|                          | Cristiano Zanella         | 27.178  | 22,0 | Movimento 5 Stelle       | 27.178  | 22,0 |
|                          | Andrea Pradi              | 4.175   | 3,4  | Liberi e Uguali          | 4.175   | 3,4  |
|                          | Graziano Morando          | 1.538   | 1,2  | Potere al Popolo!        | 1.538   | 1,2  |
|                          | Louise Deirdre Hill       | 1.174   | 0,9  | Il Popolo della Famiglia | 1.174   | 0,9  |
| Gesamt                   | Gesamt                    | 123.669 | 100  |                          | 123.669 | 100  |
|                          |                           |         |      |                          |         |      |
| Ungültige Stimmen        | Ungültige Stimmen         | 4.537   | 3,5  |                          |         |      |
| Wähler                   | Wähler                    | 128.206 | 79,9 |                          |         |      |
| Wahlberechtigte          | Wahlberechtigte           | 160.373 |      |                          |         |      |
|                          |                           |         |      |                          |         |      |
| Quelle: Innenministerium |                           |         |      |                          |         |      |

#### Wahl 2022
| Kandidaten               | Kandidaten           | Parteien                                                                          | Stimmen | %    |
| ------------------------ | -------------------- | --------------------------------------------------------------------------------- | ------- | ---- |
|                          | Pietro Pattongewählt | Alleanza Democratica per l’Autonomia (PD-IDP – AVS – +Europa – Az/IV – Campobase) | 48.021  | 41,2 |
|                          | Martina Loss         | Lega – FdI – FI – NM                                                              | 42.512  | 36,5 |
|                          | Patrizia Pace        | SVP – PATT                                                                        | 9.830   | 8,4  |
|                          | Paolo Minotto        | Movimento 5 Stelle                                                                | 8.034   | 6,9  |
|                          | Mattia Maistri       | Italia Sovrana e Popolare                                                         | 5.817   | 5,0  |
|                          | Valeria Allocati     | Unione Popolare                                                                   | 2.331   | 2,0  |
| Gesamt                   | Gesamt               | Gesamt                                                                            | 116.545 | 100  |
|                          |                      |                                                                                   |         |      |
| Ungültige Stimmen        | Ungültige Stimmen    | Ungültige Stimmen                                                                 | 8.556   | 6,8  |
| Wähler                   | Wähler               | Wähler                                                                            | 125.101 | 70,0 |
| Wahlberechtigte          | Wahlberechtigte      | Wahlberechtigte                                                                   | 178.714 |      |
|                          |                      |                                                                                   |         |      |
| Quelle: Innenministerium |                      |                                                                                   |         |      |